# Bombycilaena discolor
Bombycilaène à deux couleurs, Cotonnière discolore
Espèce
Synonymes
- Bombycilaena bombycina (Lag.) Soják, 1962[2],[3]
- Bombycilaena bombycina (Lag.) Smoljan.[2]
- Bombycilaena erecta subsp. discolor (Pers.) Mateo & Figuerola[2]
- Micropus bombicinus Lag.[3]
- Micropus bombycinus Lag., 1816[2],[3]
- Micropus discolor Pers., 1807[2],[3]
- Micropus erectus Ten. ex Nyman[2]
- Micropus erectus subsp. bombycinus (Lag.) Rouy, 1903[3]

Bombycilaena discolor, de noms communs Bombycilaène à deux couleurs, Cotonnière discolore, est une espèce de plantes à fleurs de la famille des Asteraceae et du genre Bombycilaena.

## Description

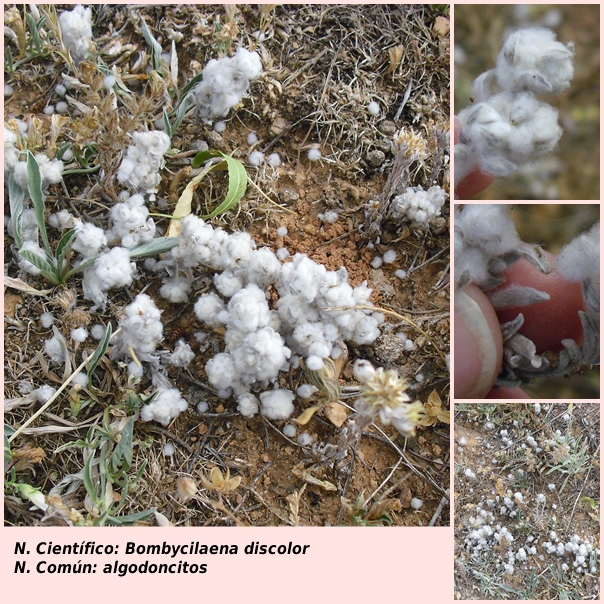
Bombycilaena discolor.

Bombycilaena discolor est une petite plante annuelle qui mesure de 2 à 15 cm de haut. Elle est très proche de Bombycilaena erecta, ce sont en effet les deux seules espèces du genre Bombycilaena. Elle en diffère par une pilosité plus blanche (contre plus grisâtre) et des capitules plus gros, d'un diamètre de 8 à 12 mm. Toute sa surface est densément couverte de poils, ce qui lui donne un aspect laineux blanchâtre. La forte densité de poils cache ses fleurs qui, bien que peu voyantes, se rassemblent dans les inflorescences typiques de cette famille de plantes. Il est tout de même difficile d'apprécier la couleur et la taille de boules de coton, ainsi que de distinguer les fleurs. La floraison a lieu de Mars à Octobre.

## Habitat et écologie
On la trouve en lieux secs et caillouteux, sablonneux, coteaux, dans les cultures, les friches, les jachères, les bords des chemins, jusqu'à 1 500 mètres d'altitude.

## Répartition
Bombycilaena discolor est présente dans la région méditerranéenne, de l'Espagne, où elle est assez bien représentée, jusqu'en Iran,. En France, elle est présente dans le sud uniquement.

## Menaces et conservation
L'espèce est inscrite sur la Liste des espèces végétales protégées en région Provence-Alpes-Côte-d'Azur : Article 1.